# Archiv für die civilistische Praxis
Das Archiv für die civilistische Praxis (abgekürzt AcP) ist eine juristische Fachzeitschrift über das deutsche Privatrecht.

## Geschichte
Die Zeitschrift erscheint seit 1818 und informiert alle zwei Monate über Bürgerliches Recht, Handelsrecht, Arbeitsrecht und Rechtsgeschichte.
In einem jährlich erscheinenden Sonderheft werden die Beiträge zur Tagung der Zivilrechtslehrervereinigung dokumentiert.
Verlegt wird das AcP im Mohr Siebeck Verlag in Tübingen.

## Herausgeber
Herausgeber der Zeitschrift sind Marietta Auer, Reinhard Bork und Gerhard Wagner.
Ehemalige Herausgeber waren:
- Egid von Löhr (1784–1851)
- Carl Joseph Anton Mittermaier (1787–1867)
- Jochen Taupitz
- Anton Friedrich Justus Thibaut (1772–1840)
- Otto Heinrich Gustav von Wendt (1893–1911)
- Hellmut Georg Isele (1949–1973)